# Matopo tamsi
Matopo tamsi là một loài bướm đêm trong họ Noctuidae.